# Ondate di caldo in Europa del 2022
Le ondate di caldo in Europa del 2022 hanno colpito l'Europa Occidentale da giugno ad agosto del 2022 in modo ripetuto, causando danni, evacuazioni, incendi e decessi legati al clima eccessivamente caldo.
Una delle temperature più alte in Europa è stata registrata il 14 luglio a Pinhão, in Portogallo: 47,0 °C.

## Ondate di caldo e conseguenze
Ondate di caldo
A causa della risalita dell'alta pressione africana, già da fine maggio, in quasi tutta l'Europa Occidentale si sono registrati valori di temperature ben superiori alle medie (a Firenze, ad esempio, sono stati toccati i 34.7°C), e 34°C a Pisa, tanto che maggio 2022 è stato classificato globalmente come il quinto mese più caldo secondo degli archivi di misurazioni che partono dal 1884, secondo l'Istituto Copernicus, con un'anomalia di +1.83°C rispetto alla media del periodo.
Nel mese di giugno 2022, in alcune parti d'Europa si sono registrate temperature di 40–43 °C, le più gravi in Francia, dove sono stati battuti diversi record.
Una seconda ondata di caldo più grave si è verificata a metà luglio, estendendosi a nord fino al Regno Unito, dove sono state registrate per la prima volta temperature che hanno superato i 40 °C.
Una terza ondata di caldo è iniziata ad agosto quando alcune aree della Francia e della Spagna hanno raggiunto temperature fino a 38 °C. Il periodo caldo prolungato ha colpito anche il Regno Unito.
Sebbene le temperature siano generalmente diminuite nel mese di agosto, un'ondata di caldo minore ha colpito la Francia il 12 settembre, con temperature che hanno raggiunto i 40,1 °C.
Nel mese di settembre 2022 l'Unione Europea ha registrato un eccesso di 53 000 decessi a luglio, sebbene non è stato attribuito alcun chiaro nesso causale.
Siccità
     Controllo
     Attenzione moderata
     Allerta

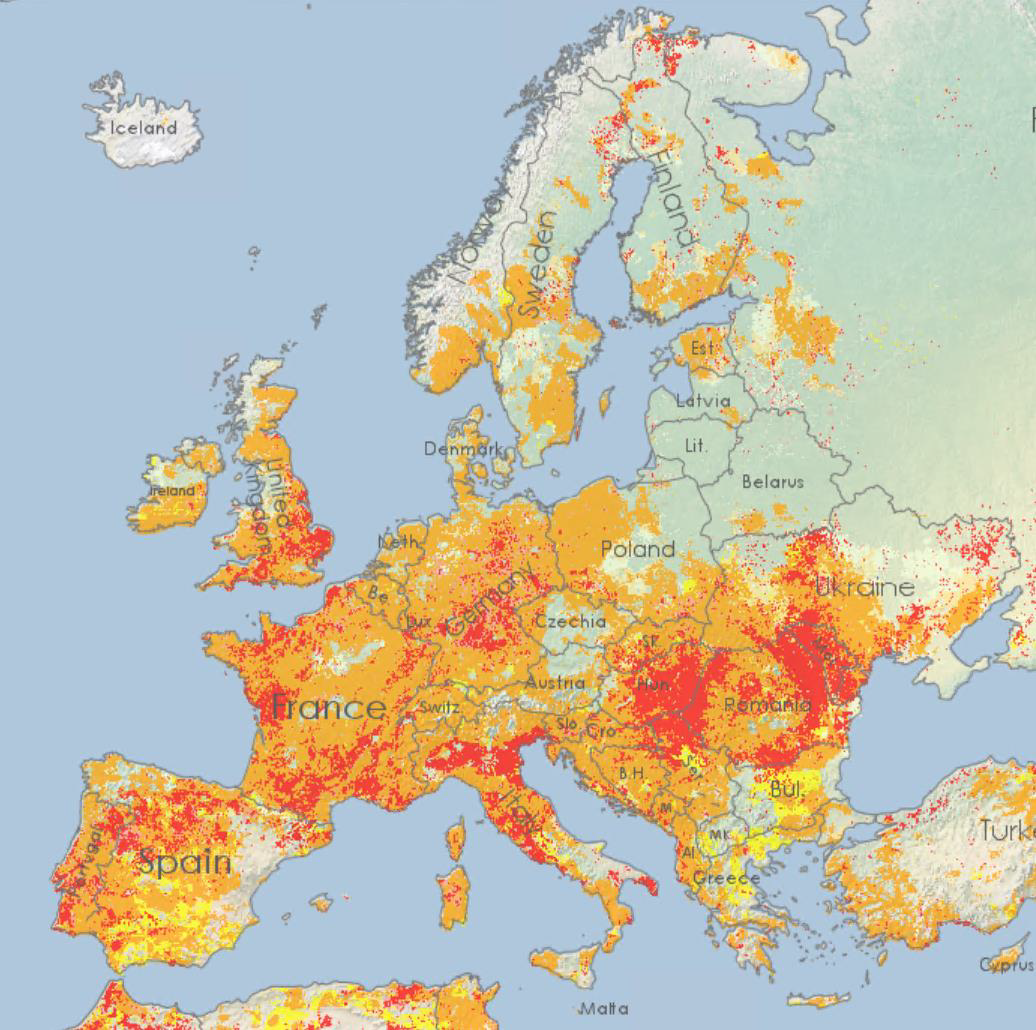
Stato di allerta della siccità in Europa per l'inizio di agosto 2022.
Controllo
Attenzione moderata
Allerta

Come risultato delle ondate di caldo, diverse regioni del continente sono state colpite da siccità, incluso il Nord Italia, in cui si sono scatenati gli incendi del Carso del 2022 .questo ha portato l'Inghilterra e 6 regioni dell'Italia centro-settentrionale a dichiarare uno stato d'emergenza. Tuttavia, la situazione di siccità estrema estiva in Italia si è dovuta, in parte, a un inverno con scarse precipitazioni, che non hanno consentito la formazione di riserve d'acqua per l'estate.
Temperature marine

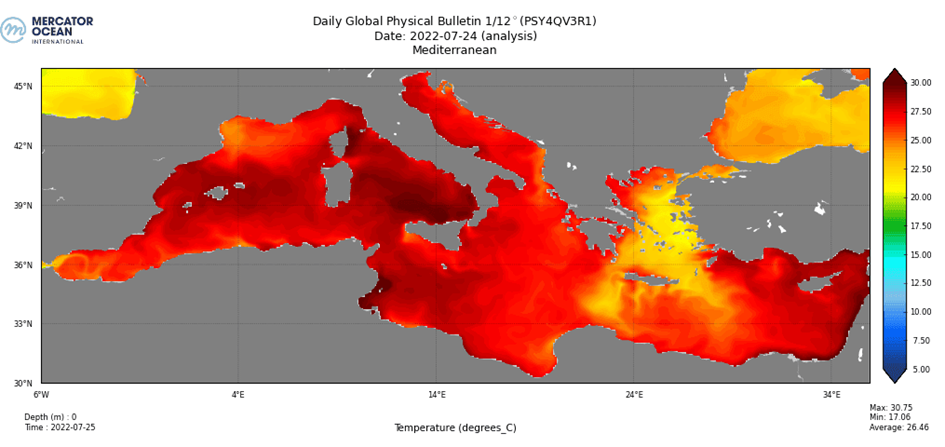
Temperatura del Mar Mediterraneo al 24 luglio 2022.

Le ondate di caldo hanno prodotto nel Mar Mediterraneo temperature fino a +7°C oltre la media stagionale con temperature mediamente comprese tra 28°C e 30°C per la fine di luglio 2022. 
Lo stesso calore eccessivo del mare ha permesso un grande accumulo di energia convettiva (alto indice CAPE), che ha poi favorito la formazione di sistemi temporaleschi della tempesta del 18 agosto 2022.

## Meteorologia
Secondo i climatologi l'ondata di caldo di giugno è stata il risultato di:
- un'interazione tra le alte pressioni che generano stabilità atmosferica[24][25]
- la Tempesta tropicale Alex[26]
- il forte soleggiamento dell'estate boreale[27][28]
- una massa d'aria proveniente dal Nordafrica che era entrata nella penisola iberica carica di polvere in sospensione che ha provocato foschia al centro e sud della penisola[29].

In generale, queste ondate di caldo dell'estate 2022 sono state causate da una permanenza dell'anticiclone subtropicale africano sulla parte meridionale dell'Europa per gran parte della stagione estiva. Inoltre, le stagioni invernale e primaverile così secche hanno permesso un'interazione terra-atmosfera (chiamati in meteorologia "feedback climatici") tra un terreno arido e la presenza di un anticiclone, il che ha favorito la persistenza delle ondate di caldo.

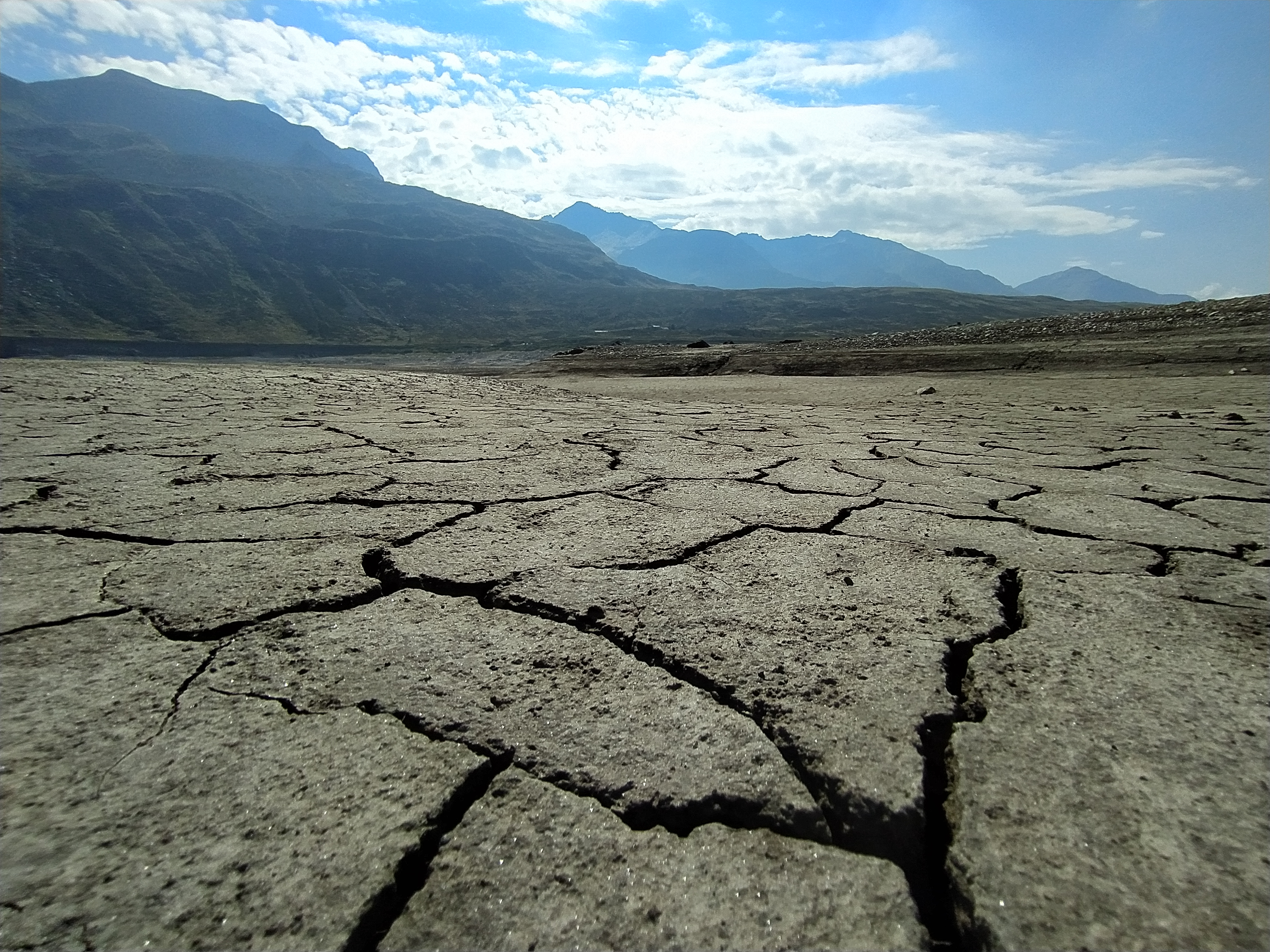
Il lago artificiale di Montespluga, al confine fra Italia e Svizzera, colpito dalla siccità nell'agosto 2022

Un numero significativo di climatologi hanno inoltre collegato il caldo estremo all'impatto del cambiamento climatico, e gli esperti prevedono che i cambiamenti nella corrente a getto dovuti al cambiamento climatico causeranno ondate di caldo con frequenza crescente in Europa. Inoltre, a causa della corrente a getto, l'aumento delle ondate di caldo per i paesi europei è stato da tre a quattro volte superiore a quello di altri paesi delle stesse medie latitudini settentrionali, come ad esempio gli Stati Uniti, nell'ultimo ventennio del XX secolo e il primo del XXI secolo.